# Cheops (teleskop)

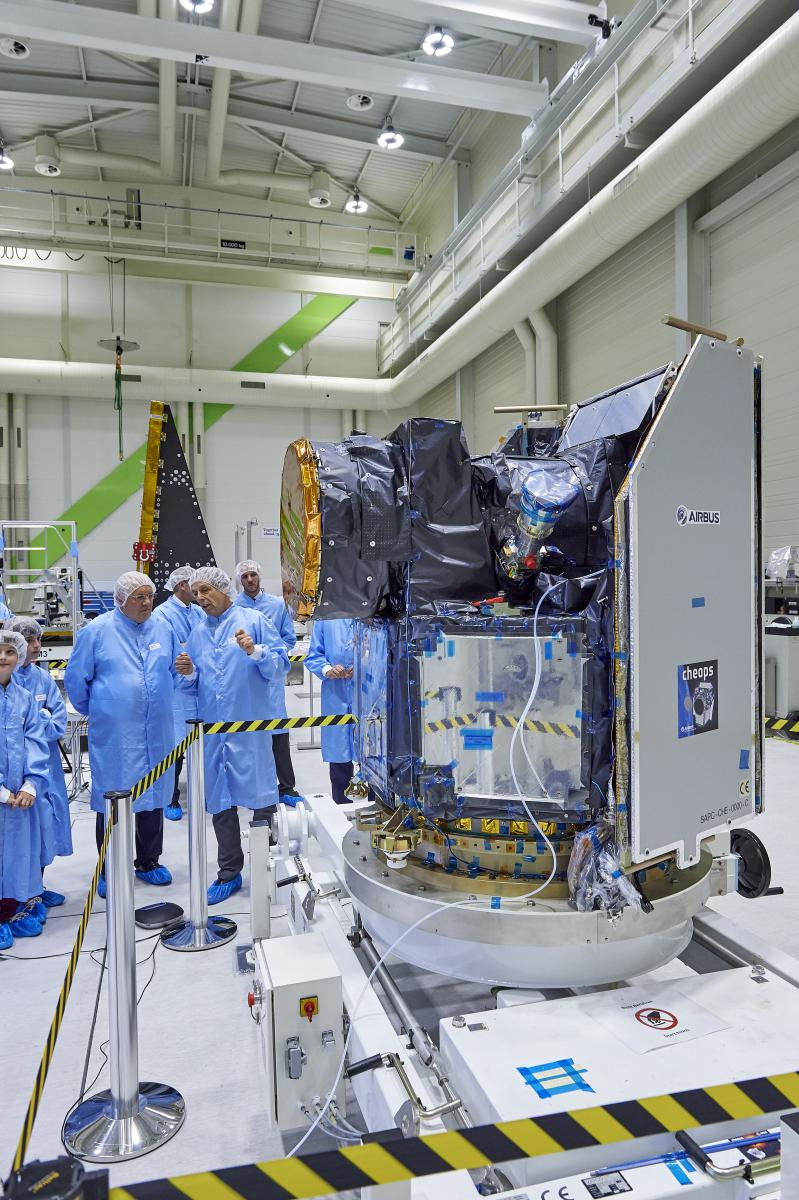

Cheops (akronym av Characterising Exoplanets Satellite) är ett europeiskt rymdteleskop som ska användas för studier av exoplaneter (planeter som kretsar kring andra stjärnor). Uppskjutningen ägde rum 18 december 2019.
Projektets målsättning är att föra ut ett optiskt 30 cm teleskop monterat på en liten standard-plattform och en känslig fotometer, till en solsynkron bana på ungefär 700 km höjd. Den planerade längden av projektet är 3,5 år med mål 5 år. Under denna tid kommer Cheops som det första rymdteleskopet  att utföra uppföljningsobservationer av redan kända exoplaneter som transiterar ljusstarka och närbelägna stjärnor med  passagemetoden (kallas även för transitmetoden) då man väldigt exakt mäter en stjärnas ljus under lång tid (ljuskurva).
Passager är ett direkt mått på en planets storlek relativt sin stjärna. För att få en absolut storlek krävs dessutom information om stjärnans radie.
Fördelen med rymdteleskop jämfört med observationer från marken är att rymdteleskop erbjuder dygnet-runt-observationer under lång tid med hög noggrannhet och stabilitet. Markbaserade teleskop begränsas både av jordens atmosfär och dess rotation vilket medför att bara stora Jupiterliknande planeter kan detekteras. För att studera små planeters passager måste rymdteleskop användas.
Passager kan observeras mot både ljussvaga och ljusstarka stjärnor. Men för att få en planets massa med radialhastighetsmetoden genom Dopplereffekten så krävs ljusstarka stjärnor. Rymdteleskopet Kepler upptäckte tusentals exoplaneter, men de allra flesta stjärnorna var så ljussvaga att inga uppföljande radialhastighetsmätningar kunde göras. Dessa planeters massor och sammansättning  är därför okända.

## Bakgrund
Cheops-projektet är ett partnerskap mellan Europeiska rymdorganisationen (ESA) och Swiss Space Office. I oktober 2012 blev Cheops utvald bland 26 ansökningar som det första så kallade S-klass ("small") rymdprojektet i  ESA:s Cosmic Vision. Projektet har en kort utvecklingstid och en relativt låg kostnad. ESA ansvarar för uppdragets utformning, rymdfarkosten, uppskjutningen, instrument CCD, och gästobservationsprogrammet. Ett konsortium lett av Center for Space and Habitability vid Berns universitet, Schweiz och 10 ytterligare medlemsländer (Belgien, Frankrike, Italien, Portugal, Spanien, Storbritannien, Sverige, Tyskland, Ungern och Österrike) ansvarar för  den vetenskapliga ledningen, instrumentet, driften, övervakning och utvärdering av Cheops vetenskapliga prestanda. Professor Willy Benz, verksam vid universitetet i Bern, är huvudforskare. Företaget Airbus Defence & Space i Spanien har byggt rymdfarkosten. Forskare i Sverige vid Stockholms universitet och Chalmers tekniska högskola har deltagit i arbetet med utveckling och förberedelser av Cheops projektet sedan 2011. Forskare från Lunds universitet  anslöt till arbetet 2014.
Cheops är det första av tre europeiska exoplanetprojekt i ESA:s Cosmic Vision. De två följande större projekten (M-klass) är rymdteleskopen PLATO och ARIEL  med planerade uppskjutningar 2026 och 2028.

## Vetenskapliga mål
Cheops kommer att observera en stjärna i taget som man redan vet har exoplaneter. I jämförelse med de slumpmässiga avsökningar av himlen som utfördes med CoRoT och Keplerteleskopet så kommer Cheops att bli betydligt mer effektiv eftersom man redan har information om vart man ska peka teleskopet och vid vilken tidpunkt. Genom att gå tillbaka vid tidpunkten för många passager med ett instrument som är byggt för ultrahög precisions fotometri kommer Cheops kunna mäta exoplaneters storlekar väldigt exakt. Denna information är kritisk för att förstå hur planeter bildas och utvecklas.
Cheops främsta mål är att mäta radien med mycket hög precision för ett antal exoplaneter som redan har   uppmätta massor (med radialhastighetsmetoden). Planeterna kan också ha blivit upptäckta i tidigare passageavsökningar, till exempel av TESS, men behöver förbättrad precision. Med både uppmätt massa och radie kan planeternas medeltäthet och därmed deras ungefärliga sammansättning bestämmas, till exempel om planeterna är gasplaneter, vattenplaneter, stenplaneter, eller järnplaneter.
Passagerna ger också information om viktiga banelement: avståndet mellan exoplaneten och dess stjärna (halva storaxeln), perioden (omloppstid), och banlutningen (inklinationen). Avståndet från stjärnan, tillsammans med stjärnans yttemperatur och radie, används då man räknar ut planetens jämviktstemperatur (= effektiv temperatur om inre värmekälla saknas) som avgör om vatten kan vara flytande på planetens yta. Även planetens atmosfär och albedo (reflektionsförmåga) påverkar jämviktstemperaturen. Albedot beräknas från faskurvor.
Ljuskurvan är ett mått på det totala ljuset från stjärnan och det reflekterade ljuset från stjärnan av planeten. Små förändringar av det reflekterade ljuset under hela planetens banvarv kallas faskurvor (jämför med månfaser). Cheops kommer att observera faskurvor av Jupiterliknande planeter som kretsar mycket nära sina stjärnor (Heta Jupiters). Dessa kommer användas för att studera de fysikaliska processerna som driver värme från en planets heta sida till dess kallare nattsida och få detaljer om planetens atmosfär, inklusive närvaron av moln.
Majoriteten av observationstiden kommer användas till ett program som utarbetats av Cheops vetenskapliga kommitté och fokuserar på viktiga teman i aktuell forskning. Utöver detta är 20 % av tiden reserverad för gästobservationer som kan ansökas av internationella forskare i hård konkurrens.
Cheops kommer att ha det mest effektiva instrumentet på många år som kan observera svaga passager av små planeter. Man kommer bestämma exakta radier för jordliknande planeter, superjordar (≈ 1–2 Jordradier), minineptunus (≈ 2–4 Jordradier), Neptunus (≈ 4–6 jordradier) och (Heta Jupiters) (≈ 11 Jordradier). Fokus är på planeter med omloppsbanor på mindre än ca 50 dagar vilket möjliggör observationer av många passager.  
Cheops känsliga transitfotometri kommer dessutom användas för att söka efter månar och ringar kring exoplaneter.
Cheops kommer även att leverera lämpliga objekt för framtida studier av planetatmosfärer till exempel med James Webb-teleskopet (planerad uppskjutning mars 2021) som kommer kunna söka efter signaturer viktiga tecken på liv som vatten och metan.

## Instrument
Cheops kommer att mäta fotometriska signaler med en precision begränsad av stjärnfotonbrus på 150 ppm / min för en stjärna med magnitud 9. Detta motsvarar en passage av en exoplanet med jordens storlek som kretsar kring en stjärna med 90 % av solens radie med omloppstid 60 dagar som detekteras med ett signal-brusförhållande (S/N) > 10 (100 ppm transit djup).
Mätningarna kommer ske med hög frekvens (upp till en per minut). Detta tillåter detaljerade studier av passagens början och slut som ger information om inklinationen av banplanet och den exakta tiden för passagen. Om denna tid varierar (Transit Timing Variation, TTV), är detta ett tecken på ytterligare exoplaneter i systemet och kan även användas för att beräkna planeternas massor. Med denna metod har Cheops möjligheter att upptäcka nya exoplaneter i system med redan kända planeter.

## Teknik
Rymdfarkosten får sin elektriska kraft från solpaneler (speciellt utvecklade för rymdfarkoster) som också är en del av dess solskydd. Solpanelerna kommer att leverera en effekt på 60 W för att driva instrumenten, som i sin tur tillåter minst 1.2 Gigabit/dag nedladdningskapacitet.